# Zwariowane wakacje
Zwariowane wakacje (ang. Out on a Limb) – amerykańska komedia z 1992 roku w reżyserii Francisa Vebera. Zdjęcia kręcono w Kalifornii.

## Obsada
- Matthew Broderick – Bill Campbell
- Jeffrey Jones – Matt Skearns/Peter Van Der Haven
- Heidi Kling – Sally
- John C. Reilly – Jim Jr.
- Marian Mercer – Ann Campbell Van Der Haven
- Larry Hankin – oficer Darren
- David Margulies – Pan Buchenwald
- Courtney Peldon – Marci Campbell
- Michael Monks – Jim Sr.
- Andrew Benne – oficer Larry
- Mickey Jones – Virgil
- Nancy Lenehan – pani Clayton
- Noah Craig Andrews – Julius

## Fabuła
Marci jest dziewczynką o bujnej wyobraźni. Opowiada koleżankom o swoich wakacjach. Do jej ojczyma – Matta, burmistrza miasta przybywa brat bliźniak Peter. Siedział w więzieniu za zbrodnię, którą popełnił Matt, teraz żąda zadośćuczynienia. Następnego dnia dochodzi do bójki, podczas której Matt ginie. Sally jest jedynym świadkiem...